# Helena Bergström
Helena Kristina Bergström (født 5. februar 1964) er en svensk skuespillerinde og instruktør, der begyndte sin karriere i 1982. Hun har for eksempel optrådt på teatrene Dramaten og Stockholms stadsteater, men er bedst kendt for sit arbejde i film. Hendes store gennembrud var i Pigerne på taget fra 1989, der er instrueret af Carl-Gustav Nykvist.
I 1994 modtog Helena Bergström en Guldbagge for sine præstationer i filmene Pariserhjulet (1993) og Sidste dans (1993).

## Privatliv
Bergström har to voksne børn med filminstruktøren Colin Nutley. Hun er også stedmor til en søn fra Nutleys tidligere ægteskab.

## Udvalgt filmografi
- Time out (tv-serie, 1982)
- Råttornas vinter (1988)
- Pigerne på taget (1989)
- 1939 (1989)
- Black Jack (1990)
- Englegård (1992)
- Pariserhjulet (1993)
- Sidste dans (1993)
- Englegård - næste sommer (1994)
- Jægerne (1996)
- Still crazy (1998)
- Under solen (1998)
- Hånden på hjertet (2000)
- Gossip (2000)
- Nedtælling (2001)
- Paradiset (2003)
- The Queen of Sheba's Pearls (2004)
- Heartbreak Hotel (2006)
- Angel (2008)
- Någon annanstans i Sverige (2011)
- Englegård - alle gode gange 3 (2010)
- Medicinen (2014)
- Den fjerde mand (tv-serie, 2015)
- En forbandet god jul (2015, også instruktør)
- Springfloden (tv-serie, 2016)
- Savnet (tv-serie, 2017)
- Bryllup, begravelse og dåb (tv-serie, 2019-2020, også manuskriptforfatter)
- Bryllup, begravelse og dåb - filmen (2021, også manuskriptforfatter)
- Bäckström (tv-serie, 2022-2024)
- Kodenavn: Annika (tv-serie, 2023)